# 반즐리 도시 자치구

반즐리 도시 자치구의 위치

반즐리 도시 자치구(영어: Metropolitan Borough of Barnsley)는 잉글랜드 사우스요크셔주에 위치한 도시 자치구로 중심 도시는 반즐리이다.
반즐리 도시 자치구는 M1 고속도로를 기준선으로 반으로 나뉜다. 서쪽은 시골 지역이고 동쪽은 시내 및 산업 지역이다. 반즐리의 총면적은 329.1km2이며, 그 중에서 68%는 그린 벨트, 9%는 국립공원으로 지정된 지역으로 대부분 서쪽 지역에 자리해 있다. 2014년 기준 인구 잠정치는 237,843명이며 2011년 인구총조사 기준으로는 231,221명에 달했다. 총인구의 90%는 동쪽의 시내 지역에 모여 살고 있다.
반즐리 도시 자치구는 1972년 지방 정부법에 따라 반즐리 주급 자치구에 커드워스·다필드·다턴·던·도드워스·호일랜드니더·페니스톤·로이스턴·웜벨·워스버러 도시구, 페니스톤 지방구, 헴즈워스 지방구 일부, 워틀리 지방구 일부 지역 (전부 웨스트라이딩오브요크셔 주)이 병합되어 만들어졌다.
오늘날 반즐리 도시자치구는 셰필드 도시 지방과 리즈 도시 지방에 각각 속해 있다.